# Orchestre symphonique de Montréal
L'Orchestre symphonique de Montréal est un orchestre symphonique canadien basé à Montréal, fondé en 1934 par Antonia Nantel, Wilfrid Pelletier et Athanase David.Reconnu comme l’un des plus grands orchestres du monde, l’OSM rayonne à titre de chef de file de la vie musicale québécoise et canadienne. Orchestre en résidence de la Maison symphonique de Montréal, l’OSM reçoit les plus grands chefs et solistes de la scène internationale. Le chef d’orchestre d’origine vénézuélienne Rafael Payare en est le directeur musical depuis 2022. Il est le 9e directeur musical de l’OSM.

## Historique

### Origine
L'idée d'un orchestre symphonique fait son chemin à Montréal au début des années 1930, alimentée par une campagne de presse, notamment de la part du journaliste Henri Letondal. En 1934, année de fondation de ce qu'on appelait alors la Société des Concerts Symphoniques de Montréal (SCSM), le premier comité de direction est constitué d’Athanase David (secrétaire de la province de Québec) président d’honneur, Ernest Tétreau (président de l’Alliance française), président du comité, Antonia Nantel (épouse d’Athanase David), Annette Doré, Ubald Boyer (directeur général de la Banque provinciale du Canada), Victor Doré (président de la Commission des écoles catholiques de Montréal), Jean C. Lallemand (industriel et mécène) et Henri Letondal. Athanase David obtient du gouvernement du Québec une subvention de 3 000 $ pour lancer cette initiative culturelle (une valeur de 56 500 $ en 2020).

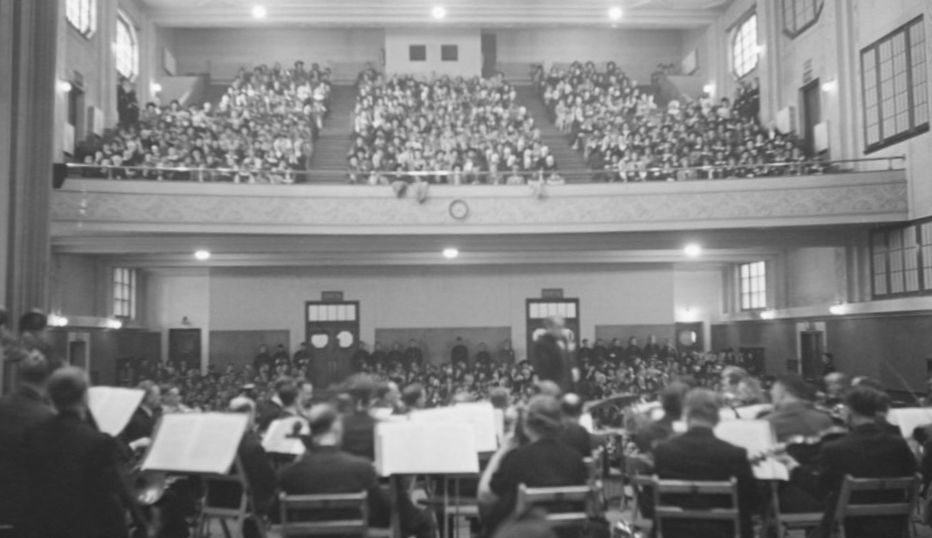
Le chef Wilfrid Pelletier dirige l'orchestre lors d'une matinée symphonique pour la jeunesse à l'auditorium Le Plateau du Parc Lafontaine en 1940.

Le premier concert de l'Orchestre a lieu le 14 janvier 1935, à l'auditorium Le Plateau (Parc Lafontaine) sous la direction du chef canadien Rosario Bourdon. L'orchestre interprète notamment les œuvres de Beethoven, Tchaïkovsky, Mendelssohn, Debussy, Goldmark, et de Calixa Lavallée. C'est en 1953 que la Société devient officiellement l'Orchestre symphonique de Montréal.
Saisi du projet, Wilfrid Pelletier, alors très actif au Metropolitan Opera, à New York, lui accorde son appui. Pelletier fait finalement ses débuts le 11 avril 1935. Peu après, il devient premier directeur artistique de l'orchestre (1935-1940). Sous son mandat, plusieurs initiatives sont lancées : matinées symphoniques pour la jeunesse (1935), prix annuel de composition Jean-Lallemand (1936-1938) et concerts d'été sur l'esplanade du chalet du Mont-Royal (1938-1964). En 1937, se tient le premier Concours OSM, concours annuel réservé en alternance au piano, au chant et aux cordes.
De 1940 à 1957, le belge Désiré Defauw succède à Pelletier et invite de nombreux chefs d'orchestre renommés, tels que Charles Münch, Bruno Walter, Georges Enesco, Igor Stravinsky, Leopold Stokowski, Leonard Bernstein, Pierre Monteux, Josef Krips, Ernest Ansermet et Otto Klemperer.
En 1957, Igor Markevitch, nommé nouveau directeur artistique, multiplie les activités de l'orchestre et lui fait acquérir un statut professionnel. Zubin Mehta le remplace de 1961 à 1967, période pendant laquelle l'Orchestre symphonique de Montréal réalise ses premières tournées, et devient le premier orchestre canadien à se produire en Europe. Il est remplacé par Franz-Paul Decker de 1967 à 1975, puis brièvement par Rafael Frühbeck de Burgos de 1975 à 1976.
En 1963, l'inauguration et la Place des Arts et de la Salle Wilfrid-Pelletier offre un domicile à l'OSM qui lui permet de prendre un essor soutenu. L'Orchestre y présente la majorité de ses concerts jusqu'à l'ouverture de la Maison symphonique en 2011. L'Orchestre est également actif l'été avec ses Concerts d'été, souvent donnés en plein air.
L'OSM est appelé à participer à plusieurs événements : présentation d'opéras, cérémonie d'ouverture du Festival mondial à l'Expo 67, ouverture officielle des Jeux olympiques de Montréal, Festival international de Télévision de Prague où l'orchestre remporte la Palme d'or pour son enregistrement du Sacre du printemps d'Igor Stravinsky.

### La période Charles Dutoit

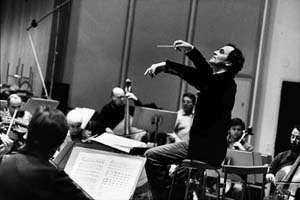
Charles Dutoit, en répétition (1984)

En 1977, Charles Dutoit devient directeur artistique de l'orchestre, poste qu'il occupe jusqu'en 2002. C'est sous son impulsion que sont créés le festival Mozart Plus à la basilique Notre-Dame, dans le Vieux-Montréal, ainsi que plusieurs concerts gratuits dans les parcs de la région de Montréal. En 1981, l'orchestre effectue une tournée continentale au Canada et aux États-Unis d'Amérique, puis de 1981 à 1987, sept tournées en Asie dont six passages au Japon, neuf tournées en Europe, et deux en Amérique du Sud.
L'Orchestre symphonique de Montréal donne ensuite cinq concerts au Hollywood Bowl à Los Angeles en août 1987, puis trois concerts au festival de Ravinia pendant l'été 1988. En 1990, l'orchestre répond à l'invitation au festival d'été du prestigieux Boston Symphony Orchestra à Tanglewood, tout en se produisant annuellement au Carnegie Hall de New York depuis 1982.
Il s'ensuit une période de repos, jusqu'en 1999 : l'orchestre participe alors à la 15e édition du Festival de Musica de Canarias aux îles Canaries en janvier, puis entame une tournée au Japon pendant le mois de juin et enfin une tournée de deux semaines en Allemagne. En février 2000, l'orchestre réalise une tournée d'une semaine en Floride.
Vers la fin des années 1990, l'industrie de la musique classique enregistrée commence à décliner. La compagnie London/Decca met fin à ses enregistrements, privant ainsi l'OSM de nombreuses possibilités d'enregistrement. Cela n'était que le début de temps difficiles. En 1998, l'orchestre connaît un conflit de travail et une grève des musiciens causée par ces conditions difficiles. La grève prend fin au bout de trois semaines grâce à l'intervention de Dutoit et à sa bonne relation avec le premier ministre du Québec, Lucien Bouchard.
Cependant, les fortes tensions ne se dissipent pas pour autant. En 2002, lorsque Charles Dutoit tente de licencier deux membres de l'orchestre, plusieurs musiciens s'opposent fortement à cette décision. Dutoit démissionne peu après. Il revient au principal chef invité, Jacques Lacombe, de maintenir l'orchestre à flot, ce qui lui valut les éloges des critiques.

### Le départ de Dutoit, la nomination de Kent Nagano

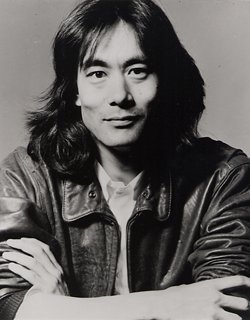
Kent Nagano

Dès 2003-2004, le scandale causé par la démission de Charles Dutoit, qui avait tenu éloignés plusieurs solistes l'année précédente, se dissipe. Le violoncelliste Yo-Yo Ma revient pour des engagements à l'OSM. On annonce la nomination de Kent Nagano comme directeur musical en mars 2004. Il entre en fonction en 2006.
Dès son entrée en fonction, Nagano annonce la création par l'OSM du Concours international de composition Olivier Messiaen et, en mai 2006, l'orchestre joue à Paris, marquant ainsi son premier concert à l'extérieur du Canada depuis sa tournée en Floride en 2000.
Le 28 mai 2009, le premier ministre Jean Charest annonce le début des travaux de la salle de l'OSM. La nouvelle salle de l'OSM, nommée alors l' « Adresse symphonique », d'une valeur de 259 millions $, serait prête à accueillir son premier concert en 2011. Lors de son inauguration en septembre 2011, la résidence de l'OSM est renommée la Maison symphonique de Montréal.

### Nouvelle direction: Rafael Payare

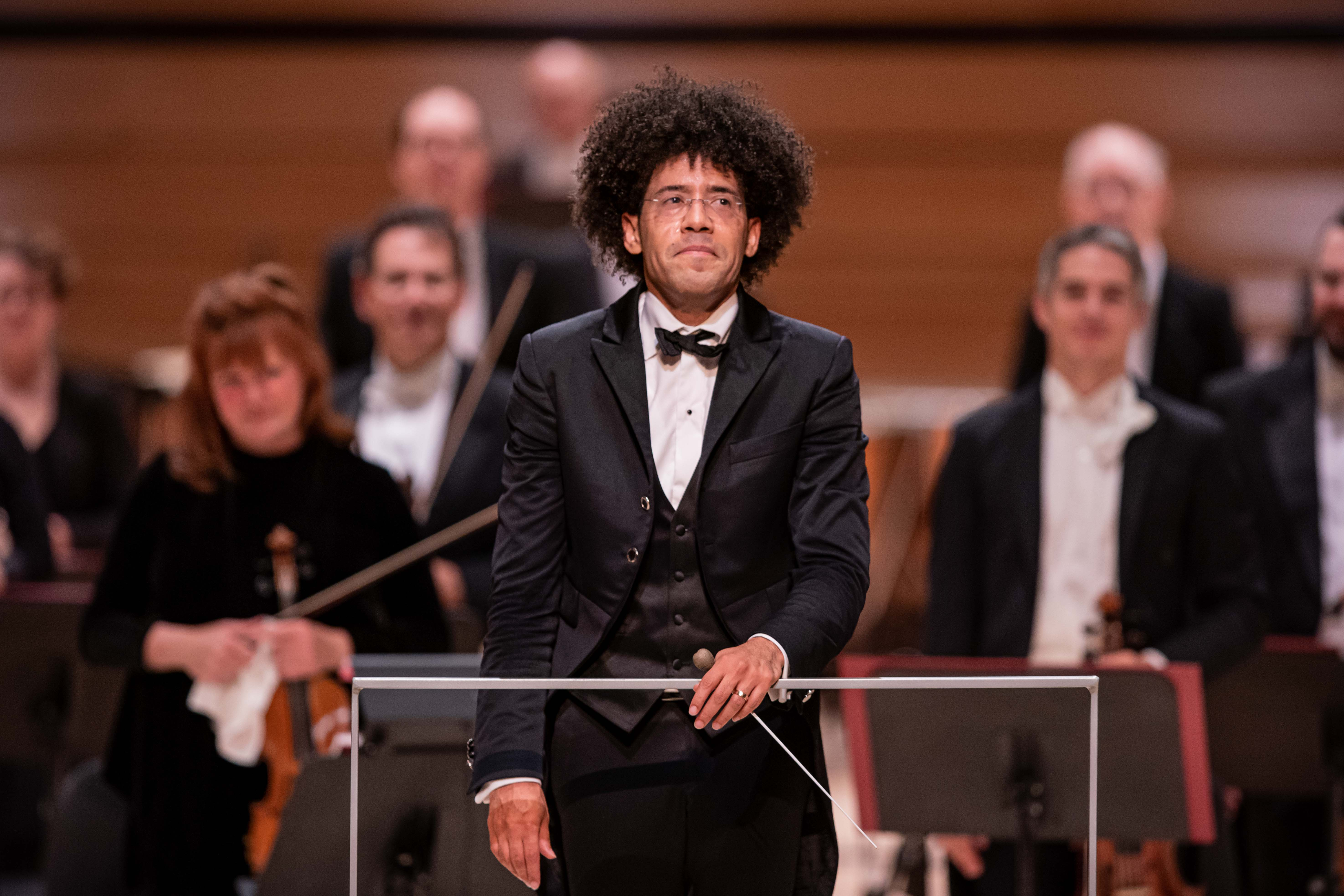
Rafael Payare et l'Orchestre symphonique de Montréal

Le 7 janvier 2021, l’OSM annonce la nomination du chef d’orchestre Rafael Payare à titre de 9e directeur musical de l’Orchestre à partir de la saison 2022-2023, pour un mandat initial de cinq ans. Il est nommé directeur musical désigné dès la saison 2021-2022. Sous la direction de Rafael Payare, l’OSM poursuit sa riche tradition façonnée grâce à son engagement dans la société, l’envergure de ses projets, l’excellence de ses tournées et la qualité de ses enregistrements.
Diplômé du célèbre programme d’éducation musical vénézuélien El Sistema, Payare accorde une place fondamentale à l’éducation musicale et à l’accessibilité de la musique symphonique pour tous. En janvier 2025, il annonce la création du Programme El Sistema OSM dans plusieurs écoles de Montréal-Nord. Ce programme offre gratuitement à 600 jeunes de 6 à 16 ans une formation musicale intensive et l’apprentissage de la musique en orchestre.

## Projets de salle de l'Orchestre symphonique de Montréal

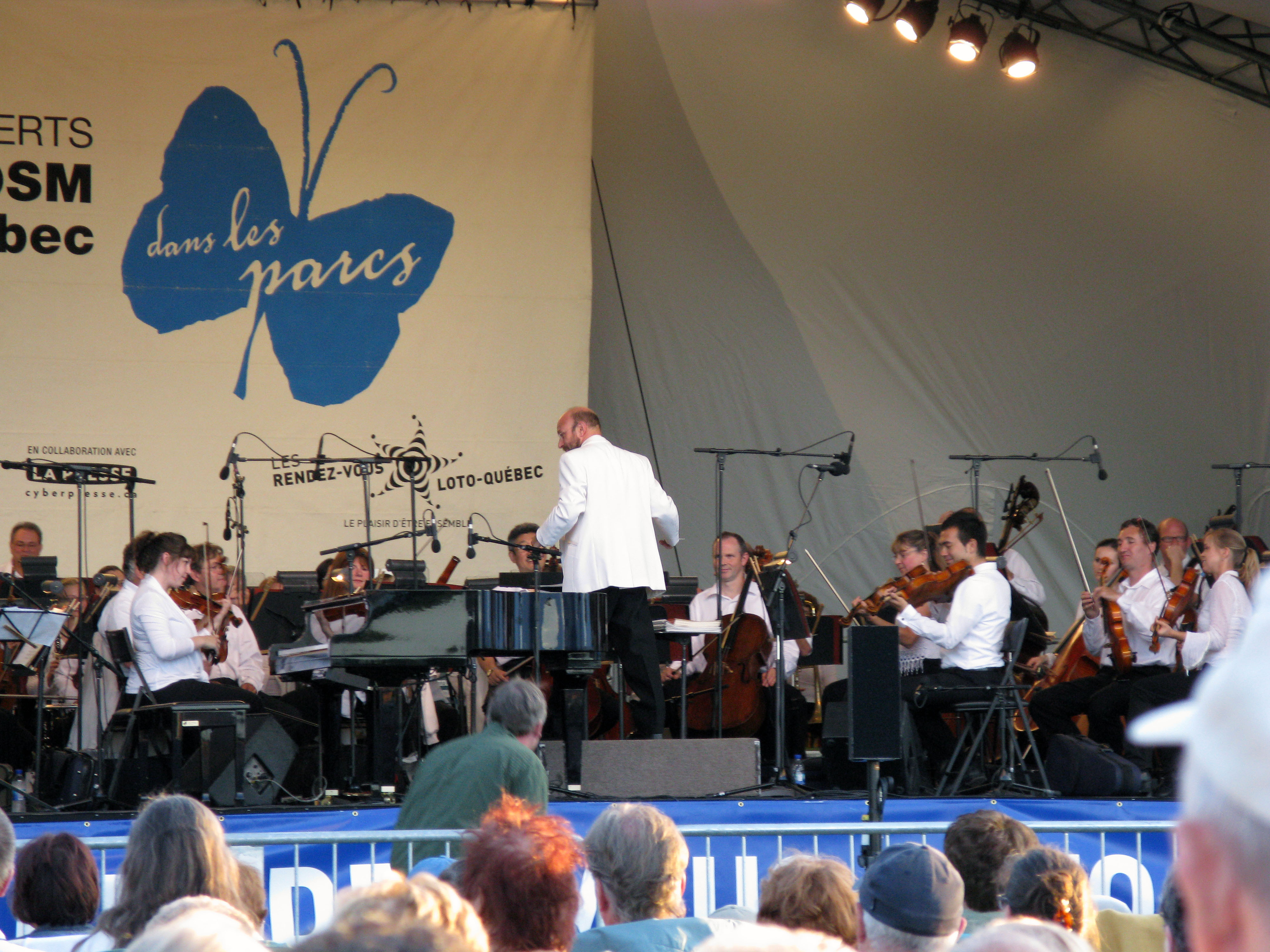
Concert gratuit de l'OSM dirigé par le chef en résidence Jean-François Rivest dans l'arrondissement de Pierrefonds-Roxboro en août 2008.

Dans l'histoire de l'Orchestre, trois projets de salles ont été projetés, annoncés et finalement abandonnés. Diverses infortunes et changements de gouvernements expliquent cette situation. Finalement, une nouvelle salle (le 4e projet de l'histoire de l'Orchestre) est terminée et inaugurée en 2011.
- En 1983, le directeur général de l'Orchestre de l'époque, Zarin Mehta (en)[3],[8], et le président du Conseil Leo Kolber, annoncent qu'ils élaborent un plan de salle de concerts qui serait aménagé dans un complexe commercial à être construit dans le quadrilatère formé par la rue Sainte-Catherine ouest, Mansfield, de Maisonneuve et McGill College par la compagnie Cadillac Fairview. Ce projet aurait bloqué la travée ouest de l’avenue McGill College et une bonne partie de la vue sur la montagne. L’administration municipale de Jean Drapeau appuie le projet au départ. Par contre, plusieurs groupes d’acteurs soulèvent une opposition de fond : la Chambre de commerce du Montréal métropolitain, des promoteurs immobiliers, les défenseurs du patrimoine, dont Héritage Montréal, des journalistes ainsi que des citoyens et des citoyennes. Le milieu des affaires est particulièrement interpellé par la question compte tenu du prestige même de la rue qui offre une vue exceptionnelle sur le mont Royal en raison du dégagement que fournit le campus de l’Université McGill. Le promoteur accepte d’organiser des consultations publiques sur le design urbain de l’avenue et du complexe proposé. La préservation de la perspective sur la montagne ressort comme un élément à valoriser sans réserve. Le projet de Cadillac-Fairview est donc abandonné[9].
- À l'automne 1984, le maire de Montréal, Jean Drapeau, retire son appui au projet de Cadillac Fairview et annonce que la salle de concert sera plutôt construite dans le quadrilatère formé par les rues Sainte-Catherine est, Berri, de Maisonneuve et Saint-Hubert (emplacement actuel de la Place Émilie-Gamelin). En janvier 1985, on annonce le choix d'un promoteur (Sofati) et la première pelletée de terre est levée sur le site le 11 juillet 1985 par le Premier ministre du Québec René Lévesque. Le projet comprend la salle principale de 2600 places, un parking souterrain de 600 places, une galerie de boutiques souterraine et l’école de musique de l’UQAM qui doit occuper trois étages au-dessus des locaux administratifs de l’OSM sur la face N-E du complexe. L’école doit aussi occuper une petite salle de 700 places côté ouest. Montréal aurait aménagé un parc sur l’espace résiduel.
- Le 12 décembre 1985, le Gouvernement du Parti québécois est battu aux élections générales par les Libéraux dirigés par Robert Bourassa.
- En octobre 1986, un comité consultatif formé par le ministre des Affaires culturelles du Québec et présidé par Jean-Pierre Goyer recommande de ne pas construire la salle de concert là où la voulait le Maire Jean Drapeau.
- Le 22 février 2002, le premier ministre du Québec, Bernard Landry, annonce la construction d'une salle de concert pour l'Orchestre au coût de 97 M $ à être incluse dans un complexe de 281 M $, incluant des locaux pour le Conservatoire d'art dramatique de Montréal et le Conservatoire de musique de Montréal ainsi qu'une tour à bureaux pour les fonctionnaires du gouvernement du Québec[10]. Le complexe devait être érigé dans le quadrilatère bordé par les rues Sainte-Catherine, Jeanne-Mance, de Maisonneuve et de Bleury, que l'on appelle aussi l'îlot Balmoral.
- Le 28 juin 2002, la ministre de la Culture du Québec, Diane Lemieux, annonce la tenue d'un concours pour trouver un architecte pour concevoir la salle de concert de l'Orchestre.
- Le 14 avril 2003, le Parti québécois est défait aux élections générales et est remplacé par les libéraux dirigés par Jean Charest.
- Le 20 novembre 2003, la ministre de la Culture et des Communications du Québec, Line Beauchamp, affirme que le Québec n'a pas les moyens de construire une salle de concert sans la participation de partenaires privés. Le projet de 2002 ne se réalisera pas.
- Le 22 juin 2006, la ministre de la Culture et des Communications, Line Beauchamp, annonce que le Conservatoire d'art dramatique de Montréal et le Conservatoire de musique de Montréal seront aménagés au coût de $ 45 millions dans les locaux qu’il occupait déjà (sur l'avenue Henri-Julien).
- Le 26 juin 2006, le premier ministre, Jean Charest, accompagné de l'ancien premier ministre et président du Conseil de l'Orchestre symphonique de Montréal, Lucien Bouchard, confirme le projet d'une nouvelle salle de concert expressément conçue pour l'Orchestre; cette salle serait située dans le carré de la Place des arts, à l'angle des rues de Maisonneuve et Saint-Urbain. Le projet est évalué à 105 millions de $ et sera réalisé en partenariat public-privé. Celle-ci devrait être livrée au plus tard en 2011. Cette salle que l'on veut de calibre mondial, est la toute dernière signée du célèbre acousticien Russell Johnson[11].
- Le 28 mai 2009, le premier ministre du Québec Jean Charest, en compagnie de la ministre de la Culture, Christine St-Pierre, de l'ex-premier ministre et actuel président du conseil d'administration de l'OSM, Lucien Bouchard et du maestro Kent Nagano annonce le début de la construction de la salle de l'OSM. D'une superficie de plus de 19 000 mètres carrés, elle sera composée de 2000 fauteuils et dotée d'un plateau pouvant accueillir 120 musiciens et 200 choristes. La nouvelle salle de l'OSM, nommée l'Adresse symphonique, d'une valeur de 259 millions $, sera prête à accueillir son premier concert en septembre 2011. Le grand orgue de Casavant Frères (83 jeux, 4 claviers, traction mécanique) prévu pour la salle devrait pouvoir être inauguré en 2013[12].

## Direction
- Wilfrid Pelletier (1935–1940)
- Désiré Defauw (1941–1952)
- Otto Klemperer (1950–1953)
- Igor Markevitch (1957–1961)
- Jacques Beaudry (1962)
- Zubin Mehta (1961–1967)
- Franz-Paul Decker (1967–1975)
- Rafael Frühbeck de Burgos (1975–1976)
- Charles Dutoit (1977–2002)
- Jacques Lacombe (2002–2004): premier chef invité
- Kent Nagano (2006–2020)
- Rafael Payare (Depuis 2022)

## Récompenses
- décembre 1984 : disque de platine pour l'enregistrement du Boléro de Maurice Ravel (plus de 100 000 exemplaires vendus);
- février 1996 : Grammy pour l'enregistrement de l'opéra Les Troyens de Berlioz;
- février 2000 : Grammy de « la meilleure interprétation instrumentale - soliste avec orchestre » pour l'enregistrement des 1er et 3e concertos de Sergueï Prokofiev et du 3e concerto de Béla Bartók avec Martha Argerich et Charles Dutoit.
- novembre 2001 : Prix du meilleur concert de l'année au Gala des Prix Opus du Conseil québécois de la musique pour Elektra de Richard Strauss.
- 2002 : meilleur concert de l'année lors du Gala des Prix Opus du Conseil québécois de la musique, catégorie musiques classique, romantique et moderne, pour Wozzeck d'Alban Berg.
- avril 2003, automne 2003 : Juno du meilleur disque classique « catégorie grand ensemble ou soliste avec grand ensemble » pour les Concertos pour violons volume II de Max Bruch, par l'orchestre symphonique de Montréal et le violoniste James Ehnes sous la direction de Mario Bernardi. Prix Félix pour le même enregistrement.
- Février 2023 : Prix Opus du concert de l'année, répertoire multiple pour Concertos pour piano et poèmes symphoniques[13].
- Février 2024 : Prix Opus de la production de l'année jeune public pour Concert OSMose[14].
- Mars 2024 : Juno de l'album francophone de l'année pour Les Cowboys Fringants en concert avec l'Orchestre symphonique de Montréal (sous la direction du chef Simon Leclerc)[15].

### Ouvrages
- Agathe de Vaux (préf. Jean Vallerand), La petite histoire de l'Orchestre symphonique de Montréal, Verdun : Louise Courteau éditrice, 1984, 190 p.Dans l'Introduction, Agathe de Vaux explique ainsi l'origine de son ouvrage : « Ce n'est pas le hasard qui m'a amenée à écrire l'histoire de l'OSM mais bien la rédaction d'une chronique sur les premiers orchestres symphoniques à Montréal dans le magazine Variations de l'OSM et d'une thèse intitulée L'Orchestre symphonique de Montréal 1934-1967. Analyse du répertoire et évaluation critique, (Université McGill, 1981). »Cet ouvrage a fait l'objet d'un compte rendu : Claire Rhéaume, « Agathe de Vaux. La petite histoire de l'O.S.M. Montréal : Louise Courteau éditrice, 1984, 190 pp. », Canadian University Music Review/Revue de musique des universités canadiennes, no 6,‎ 1985, p. 338-339 (lire en ligne, consulté le 17 décembre 2014).
- Wilfrid Pelletier, Une symphonie inachevée (autobiographie), Éditions Leméac Inc., coll. « Vies et Mémoires », 1972, 275 p.